# Vészits Andrea
Vészits Andrea (Budapest, 1956. április 25.) magyar író, forgatókönyvíró, dramaturg.

## Családja
Vészits Andrea Móra Ferenc író dédunokájaként született, nagyszülei a Móra műveiben gyakran felbukkanó „Panka”, vagyis egyetlen leánya, Móra Anna, valamint férje, a „mérnök úr” Vészits Endre voltak, apja pedig a Móránál még kötetcímben is felbukkanó unoka, a „Vadember”, Vészits Ferenc volt. Születésekor a neves dédapa már régóta nem élt, maga Vészits Andrea azonban kisgyerekkorától fogva Móra hatása alatt nőtt fel – sok írását már gyerekként elolvasta, illetve azok a tárgyak vették körül, amelyek között Móra a mindennapjait élte –, mindez meghatározó volt a számára, későbbi életét és munkásságát tekintve is.
Első könyvét (Apapa regénye) már a cím alapján is nyilvánvalóan Móra Ferencről írta, olyan regényként, amelyben bár többnyire álnéven, de felbukkannak az író életének legjelentősebb mellékszereplői, valamint – egyfajta fiktív alakként – az írónő maga is, halálon túli beszélgetéseket folytatva dédapjával – mintegy élővé téve azokat a fantáziákat, amiket a családi otthon hatása gyermekként és talán később is kibontakoztathatott benne. Feljegyzésekből ismert, hogy Mórának volt egy Szerelmi levelező című, megvalósulatlan regényötlete is: kétséget kizáróan erre utal Vészits Andrea második regényének címválasztása is, habár Móra abban nem szerepel.
Ez a családi kapcsolat eredményezte még egy harmadik regény megjelenését is: Vészits Andrea volt ugyanis az, aki apja halála után, 2004-ben a családi hagyatékban – egy Móra Ferencről készítendő film anyaggyűjtése közben – megtalálta az író Hannibál föltámasztása című regénye elveszettnek hitt kéziratát; így derült ki, hogy a mű korábban (1949-ben, a Magyar Nemzet oldalain húsz folytatásban, majd 1955-ben és később még több kiadás alkalmával kötetben) cenzúrázott formában jelenhetett csak meg. Eszerint a második világháború utáni első kiadás cenzora több mint 250 helyen „javított bele” a regénybe, továbbá kiegészítette azt Móránál még hírből sem szereplő, a Tanácsköztársaságot méltató szövegrészekkel, a későbbi kiadások pedig – miután a kéziratnak ismételten nyoma veszett – ugyanezt a szövegváltozatot tartalmazták. A kézirat megtalálása után Vészits Andrea számos kiadónál sikertelenül próbálkozott, mígnem az Argumentum Kiadó vállalta a Hannibál föltámasztása „első cenzúrázatlan kiadás”-ának megjelentetését, az író születésének 125. évfordulójára, 2004. július 19-ére.

## Munkái

### Könyvek
- Apapa regénye – regény (Móra Ferencről). Szépirodalmi Könyvkiadó, 1989
- Szerelmi levelező – regény. 1994
- Időfutár 2. - A királynő palástja – regény. Pagony, 2013. (Gimesi Dórával, Jeli Viktóriával és Tasnádi Istvánnal)
- Időfutár 3. - A próbák palotája – regény. Pagony, 2014. (Gimesi Dórával, Jeli Viktóriával és Tasnádi Istvánnal)
- Időfutár 4. - A káosz temploma – regény. Pagony, 2014. (Tasnádi Istvánnal és Jeli Viktóriával)
- Időfutár 5. - A por hatalma – regény. Pagony, 2015. (Tasnádi Istvánnal és Jeli Viktóriával)
- Időfutár 6. - A holnap ostroma – regény. Pagony, 2015. (Jeli Viktóriával és Tasnádi Istvánnal)
- Boszorkánysziget 28 73 - regény. Pagony, 2022.
- Agáta és a jegenyenyár - regény. Pagony, 2024.

### Filmek
- Zafír (fekete-fehér magyar kisjátékfilm, 1988) – író
- Édes Emma, drága Böbe (magyar játékfilm, 1991) – társíró
- Sztracsatella (magyar filmszatíra, 1995) – forgatókönyvíró
- Szamba (magyar filmszatíra, 1995) – forgatókönyvíró
- Anzix a búzamezőkről (magyar dokumentumfilm, 2005) – rendező, forgatókönyvíró
- Rokonok (magyar filmdráma, 2006) – forgatókönyvíró
- Csiribiri (magyar film, 2009) – társproducer
- Zimmer Feri 2. (magyar filmvígjáték, 2010) – dramaturg
- Az ajtó (magyar-német filmdráma, 2012) – forgatókönyvíró
- Megdönteni Hajnal Tímeát (magyar filmvígjáték, 2014) – dramaturg

### Színház
- Macska a forró bádogtetőn (Budapesti Kamaraszínház, 2011) – dramaturg

## Díja
- Balázs Béla-díj (2012)